# 袁洁 (1965年)
袁洁（1965年8月—），男，汉族，江苏启东人，中华人民共和国政治人物，现任中国共产党第二十届中央委员会候补委员。曾任中国航天科技集团董事、总经理，中国航天科工集团有限公司董事长、党组书记。
袁洁疑涉火箭军腐败案，2024年4月12日被免职，下落不明。 袁洁上一次公开露面是在2023年9月初，他先去成都，后去西安调研，返抵北京机场不久即被带走。